# Натолинцы
«Натолинцы» (пол. Natolińczycy) — внутрипартийная группировка в ПОРП 1950-х годов. Название происходит от дворцово-паркового комплекса Natolin в Варшаве — обычного места собраний. Придерживалась ортодоксальных сталинистских позиций с элементами антисемитизма. Объединяла партийно-государственных функционеров ПНР польской национальности. В 1956 году потерпела  политическое поражение в противоборстве с группой «пулавян».

## Реакция
XX съезд КПСС, Познанские события, смерть Болеслава Берута резко обострили политическую ситуацию в Польше 1956 года. Стало очевидным скорое наступление политических перемен. В ПОРП возникла группа «Пулавяне», объединившая в основном идеологических функционеров, часто еврейской национальности. В недавнем прошлом ортодоксальные сталинисты, они стали выступать за либерализацию режима.
Появление «пулавян» спровоцировало резкую реакцию консервативного крыла ПОРП, требовавшего сохранения статус-кво. По месту собраний в Варшаве эта группа получила название «Натолинцы». Лидерами стали вице-премьеры Францишек Юзвяк (генерал милиции), Зенон Новак и Станислав Лапот, члены политбюро ЦК ПОРП Владислав Двораковский (председатель Комитета общественной безопасности) и Францишек Мазур, кандидат в члены политбюро Хилари Хелховский (руководитель сельскохозяйственного отдела ЦК ПОРП), председатель Госсовета Александр Завадский, министр ЖКХ Казимеж Мияль, секретарь Быдгощского воеводского комитета ПОРП Владислав Кручек, министр химической промышленности Болеслав Руминьский, председатель официальных профсоюзов Виктор Клосевич. Все они были этническими поляками и как правило происходили из рабочих или крестьян (сын помещика Мазур являлся исключением).

## Поражение
«Натолинцы» категорически отвергали планы политической либерализации. Поскольку противостоявшая группа по национальному составу была в значительной степени еврейской, а по социокультурному — интеллигентской, в «натолинских» лозунгах присутствовали выраженные мотивы антисемитизма и антиинтеллектуализма. В целом подход группы носил национал-коммунистический и тоталитарно-автократический характер.
Парадоксальным образом консервативно-сталинистскую группировку, отрицавшую решения XX съезда КПСС, поддерживал Никита Хрущёв. Он исходил из прежней репутации «пулавян» как сталинистских догматиков и не верил в их искренность. «Натолинцы» также считали, что реформаторские выступления оппонентов отражают не идейные принципы, а стремление в новой обстановке удержать властные позиции.
В октябре 1956 состоялся пленум ЦК ПОРП. «Натолинцы» рассчитывали взять верх за счёт советской поддержки, но победу в межфракционном противостоянии одержали «пулавяне». Заняв пост первого секретаря, Владислав Гомулка повёл политику, в целом совпадавшую с «пулавянской» программой. Многие, хотя далеко не все, «натолинцы» лишились постов, многие были переведены на иные, менее ответственные должности.
Казимеж Мияль вместе с Хиларием Хехловским и Владиславом Двораковским организовал подпольную компартию маоистского толка, занимался нелегальной антиправительственной агитацией. Мияль нелегально перебрался в ходжаистскую Албанию, затем в КНР, вернулся в Польшу в 1983, на следующий год был арестован за распространение листовок против генерала Ярузельского и три месяца провёл в заключении. Двораковский вернулся к профессии слесаря.

## Традиция
Своеобразный «натолинский реванш» совершился во второй половине 1960-х. Программу «натолинцев» в существенных чертах унаследовала «фракция партизан», возглавленная Мечиславом Мочаром. Политический кризис 1968 сопровождался антисемитской кампанией (именно тогда ряд бывших «пулавян» вынужден был покинуть занимаемые посты) и привёл к резкому ужесточению режима. Владислав Гомулка в целом перешёл на «натолинские» позиции. Однако реванш был идеологическим, а не персональным — сами лидеры «натолинцев» не только не укрепились у власти, но некоторые из них вообще оказались выведены из официальной политики.
«Пулавянская» линия вновь возоблада в 1970-х в политике социального маневрирования, проводимой Эдвардом Гереком. На «натолинских» позициях в этот период стояли такие деятели, как министр иностранных дел Стефан Ольшовский, начальник Службы безопасности Богуслав Стахура, вице-премьер Тадеуш Пыка.
Политическая традиция «натолинцев» и «партизан» в определённой степени продолжалась в 1980-е годы в деятельности «партийного бетона» — Мирослава Милевского, Тадеуша Грабского, Альбина Сивака, Юзефа Барылы. В 1988—1989 эти силы потерпели полное поражение в противоборстве с движением Солидарность и во внутрипартийном конфликте с Ярузельским — Кищаком — Раковским.